# Saint-Alban-d'Ay
 Saint-Alban-d'Ay  là một xã ở tỉnh Ardèche, vùng Rhône-Alpes ở đông nam nước Pháp.